# ريناتو مانهايمر
ريناتو مانهايمر هو خبير إيطالي في استطلاعات الرأي وأستاذ علم الاجتماع في جامعة ديجلي ستودي دي ميلانو - بيكوكا.
نشر في مجلات أكاديمية وهو مستشار في صحيفة كوريري ديلا سيرا الإيطالية اليومية ولإذاعة الخدمة العامة الإيطالية راي.
هو الأكثر شهرة لظهوره بشكل متكرر في برنامج حواري شهير لـ راي لتقديم والتعليق على البيانات لقياس وتتبع مواقف الجمهور الإيطالي فيما يتعلق بالقضايا السياسية والاجتماعية والاقتصادية لليوم.
حتى فبراير 2014 ترأس وكالة بلدية روما لجودة الخدمات العامة. استقال بعد اتهامه بالتهرب الضريبي.
في فبراير 2015 أقر بأنه مذنب بتهمة التهرب الضريبي وأعاد 6 ملايين يورو إلى إدارة الضرائب الإيطالية. لم يقضِ أي وقت في السجن.
قال مانهايمر علنًا إنه آسف الآن لارتكاب هذا الخطأ. على الرغم من أن نشاطه الخاص بالاقتراع، على الرغم من كونه أقل عصرية مما كان عليه من قبل، وهو لا يزال يعمل.